# Luigi Alessandro Gonzaga di Castiglione

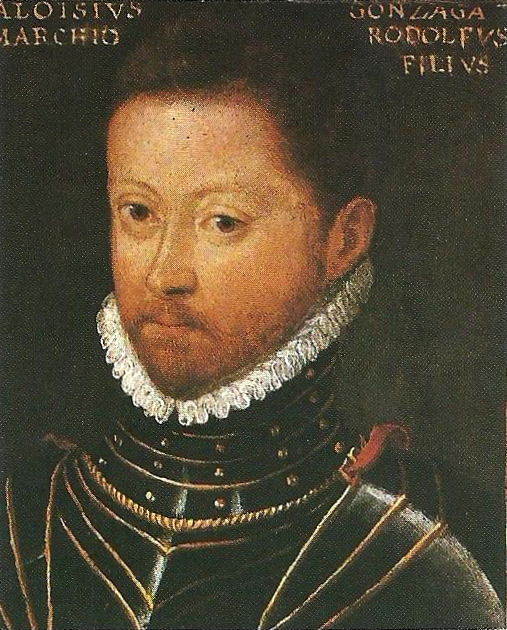
Luigi Alessandro Gonzaga

Luigi Alessandro Gonzaga di Castiglione (auch Aloisio oder Aloysius) (* 20. April 1494 in Luzzara; † 19. Juli 1549 in Castelgoffredo) war ein italienischer Adliger und Condottiere in der Zeit der Renaissance, der über zwei Jahrzehnte in den Italienischen Kriegen kämpfte. Als Herr von Castiglione, Solferino und Castelgoffredo begründete er eine Nebenlinie des weitverzweigten Hauses Gonzaga, die bis zum Jahr 1819 bestand. 

## Luigi Alessandro Gonzaga, ein Condottiere der italienischen Renaissance

### Herkunft
Luigi Alessandro war der jüngere der beiden Söhne des Markgrafen Rodolfo Gonzaga di Castiglione aus dem alten italienischen Adelsgeschlecht der Gonzaga, aus dessen Ehe mit Caterina Pico della Mirandola, verwitwete di Carpi. Sein Großvater väterlicherseits war Markgraf Ludovico III. von Mantua, dessen Enkel Gianfrancesco II. Gonzaga, Markgraf von Mantua (1484–1519), war Luigis Cousin.
Neben seinem sechs Jahre älteren Bruder Gianfrancesco hatte er noch vier Schwestern sowie drei Halbgeschwister aus der ersten Ehe seiner Mutter, die als Angehörige der Familie Pio di Savoia die Nachfolge ihres Vaters in der Herrschaft Carpi beanspruchten.
Am 6. Juli 1495 fiel der Vater in der Schlacht bei Fornovo im Alter von 43 Jahren. Gianfrancesco und Luigi Alessandro traten formal die Nachfolge ihres Vaters als Herren von Castiglione, Luzzara, Solferino und Castelgoffredo an. Die Mutter, Marchesa Caterina, übernahm für ihre erst sieben und ein Jahr alten Söhne die Vormundschaft. Das Gebiet, das sie vom Vater geerbt hatten, hatte dieser nach dem Tod von Markgraf Ludovico III. von Mantua, gemeinsam mit seinem damals noch minderjährigen Bruder Ludovico, im Jahr 1478 erhalten. Der Nachfolger, Markgraf Federico I., hatte seinen Brüdern Grenzgebiete der Markgrafschaft Mantua zugesprochen. Die Vereinbarung, die zwischen den Brüdern festgelegt worden war, wurde am 10. Juni 1479 von Kaiser Friedrich III. ratifiziert. Federico I., der mit einigen Punkten dann doch nicht zufrieden war, trat mit seinen Brüdern Gianfrancesco und Rodolfo in Nachverhandlungen. Dadurch bekam Luigi Alessandros Vater im Jahr 1480, gegen Gebietsabtretungen an Mantua (Canneto und Mariana), auch die Herrschaft Luzzara.

### Kindheit und Jugend
Im Dezember 1501 starb die Mutter unter obskuren Umständen eines unnatürlichen Todes. Ariosto berichtet darüber in seinem Epilog für Alberto Pio, Caterinas Sohn erster Ehe. Manche Quellen sagen, sie sei von ihrer Magd vergiftet worden, andere, sie sei im Schlaf von ihr erdrosselt worden. Von verschmähter Liebe einerseits, von Geldgier andererseits, ist die Rede. Gianfrancesco war zu diesem Zeitpunkt dreizehn Jahre alt, Luigi Alessandro erst sieben. Ihr 35-jähriger Cousin Markgraf Gianfrancesco II. von Mantua nahm die Vollwaisen unter seinen Schutz und half Luigi Alessandro bei der Erfüllung der testamentarischen Verfügung seines Vaters, als er im Jahre 1511 die Erbrechte auf Castelgoffredo geltend machte. Anfang Januar dieses Jahres war der Bischof von Mantua, ihr gemeinsamer Onkel gestorben, unter Hinterlassung eines Testaments zu Gunsten eines anderen Neffen, was den Abmachungen widersprach, die damals unter den vier Brüdern getroffen worden waren. Um seinen Besitz zu deklarieren, ließ der älteste Sohn des Gianfrancesco Gonzaga di Sabbioneta Castelgoffredo besetzen, doch am 30. Januar konnte Luigi Alessandro mit Hilfe bewaffneter Truppen des Markgrafen von Mantua den rechtmäßig ererbten Besitz zurückerobern.
Durch Maximilian I. war bereits im Jahr 1502 das Lehen bestätigt und die Primogenitur festgesetzt worden. Im Jahr 1515 erfolgte durch Kaiser Maximilian I. die Investitur. Die Brüder Gianfrancesco und Luigi Alessandro regierten die Herrschaften gemeinschaftlich. Am 29. Mai 1521 wurde die Investitur durch Kaiser Karl V. bestätigt; im Anschluss nahmen die Brüder eine Teilung vor. Luigi Alessandro wurde alleiniger Herr von Castiglione, Solferino und Castelgoffredo, während Gianfrancesco alleiniger Herr von Luzzara wurde. Er wurde Stammvater der Markgrafen von Luzzara; die Nebenlinie Gonzaga di Luzzara erlosch im Mannesstamm im Jahr 1794.

### Militärische Laufbahn als Condottiere
Markgraf Gianfrancesco II. von Mantua beschloss, Luigi Alessandro im Waffenhandwerk ausbilden zu lassen, womit dieser in die Fußstapfen seines Vaters trat. Sein Debüt in dieser Rolle fand anlässlich der Belagerung von Asola im Kampf gegen die Venezianer im Oktober 1515 statt. Im darauffolgenden Jahr wurde er an den Hof von Francesco Maria I. della Rovere, Herzog von Urbino, geschickt, um die militärische Kunst zu verfeinern und blieb bis Ende 1516 dort. Zwischen 1516 und 1520 pendelte Luigi im Auftrag des Papstes zwischen Rom und Frankreich. Luigi Alessandro heiratete am 24. Juli 1519 in Mantua Ginevra Rangoni aus Modena, Tochter des Grafen Niccolò Maria Rangoni und Witwe des Grafen Giangaleazzo von Correggio. Das Ehepaar wohnte zunächst in Mantua und weilte oft am Musenhof der seit März 1519 verwitweten Markgräfin Isabella d’Este. Bei einem dieser Besuche lernte Luigi den Dichter Matteo Bandello kennen, den er später als Gast an seinen Hof in Castelgoffredo holen wird.

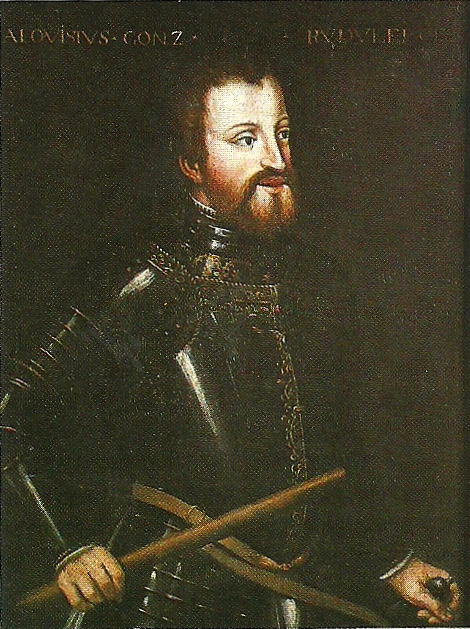
Luigi Alessandro Gonzaga

Im Jahr 1521 nahm Luigi Alessandro mit den päpstlichen Truppen unter Führung von Gianfrancescos Sohn Federico II., Gonfaloniere der Kirche, an der Belagerung von Parma teil, das von den Franzosen besetzt war. Die Vertreibung der Franzosen war zwar erfolgreich, die Stadt kapitulierte nach nur drei Tagen, aber Luigi Alessandro trug eine schwere Verletzung am Bein davon, die ihn zwang, für den Rest seines Lebens zu hinken. Luigi lebte mit seiner Frau, die Ehe blieb kinderlos, hauptsächlich in seinem Palazzo in Mantua (heute Archivio di Stato di Mantova), den er von seinem Vater geerbt hatte. Etwa ab 1520 bis 1532 begann er mit dem Ausbau von Castelgoffredo, das er mit Türmen und einem Wassergraben sicherte, und der Verschönerung des dortigen Schlosses (heute Palazzo Gonzaga-Acerbi) mit Gemälden, die Schülern von Giulio Romano zugeschrieben werden. Diesem repräsentativen Sitz fügte er ab etwa 1530, am Rande von Castelgoffredo, noch ein Landhaus hinzu (heute Villa Gambaredolo).
Im Mai 1523 begleitete er Ferrante Gonzaga, den 16 Jahre alten Bruder von Markgraf Federico II., nach Spanien an den Hof von Kaiser Karl V., der dort seine lange militärische Karriere in kaiserlichen Diensten begann. Nach seiner Rückkehr im November 1523 stellte er sich Anfang 1524 in den Dienst der Venezianer, zu dieser Zeit Verbündete des Kaisers. An der Schlacht von Pavia nahm er nicht teil, aber am Folgetag, dem 25. Februar 1525, traf er den französischen König Franz I., der in der Burg von Pizzighettone gefangen gehalten wurde. Luigi setzte sich bei dieser Gelegenheit für die Freilassung eines Verwandten aus dar Bozzolo-Linie der Gonzaga ein, der auch ein Gefangener war. Im Herbst 1526 kämpfte er gegen die Landsknechte, die in Italien eingefallen waren und Richtung Rom marschierten. Venedig hatte die Seiten gewechselt und war der Liga von Cognac des französischen Königs beigetreten. Im November stand er an der Seite von Giovanni dalle Bande Nere, der den Befehl über die päpstlichen Truppen gegen die Kaiserlichen hatte, als der Medici-Spross bei Governolo schwer verwundet wurde. Da kein Arzt in der Nähe gefunden wurde, ließ Luigi Alessandro den Kameraden in seinen etwa 15 Kilometer entfernten Palazzo nach Mantua schaffen. Trotz Amputation erlag dieser fünf Tage später dort seiner Verwundung.
Nach der Plünderung Roms im Mai 1527 quittierte Luigi den venezianischen Dienst und zog sich nach Castelgoffredo zurück. Ab 1529 kam es zu einer Annäherung zwischen Markgraf Federico II. und dem Kaiser. Bei der Ankunft von Karl V. in Italien reiste Luigi Alessandro im Auftrag Federicos zur Huldigung nach Genua. Am 5. November 1529 nahm er am feierlichen Einzug des Kaisers in Bologna teil und ebenso war er bei der Krönung des Kaisers am 24. Februar 1530 anwesend. Dem folgte am 25. März der Besuch des Kaisers in Mantua, bei dem in einer feierlichen Zeremonie Federico II. Gonzaga die herzogliche Würde verliehen wurde. Nach einer zweijährigen Ruhephase, die er zum Ausbau seiner Residenz Castelgoffredo nutzte, gingen ihm die Finanzen aus und er nahm wieder militärische Aufgaben wahr. Im Sommer 1532 trat er den kaiserlichen Truppen Karls V. in Österreich bei, um sich dem türkischen Vormarsch zu stellen, aber nachdem die osmanische Gefahr überwunden war, kehrte er im Oktober nach Italien zurück. Im August des folgenden Jahres reiste er noch einmal nach Spanien, um für den Herzog von Mantua den Anfall von Montferrat zu regeln. Diese Mission blieb erfolglos, da der Fall einer juristischen Kommission überlassen wurde.

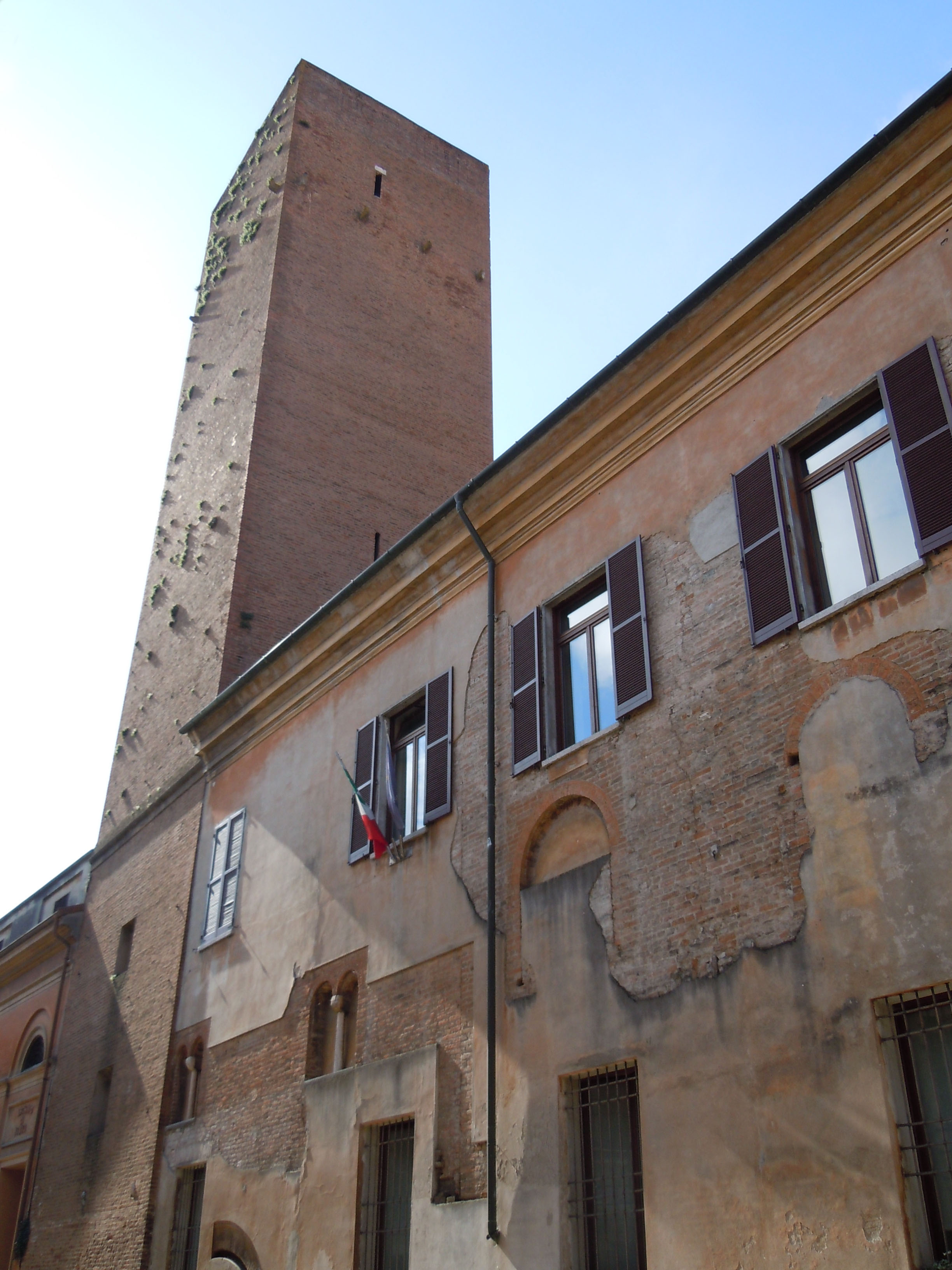
Luigis Palazzo in Mantua
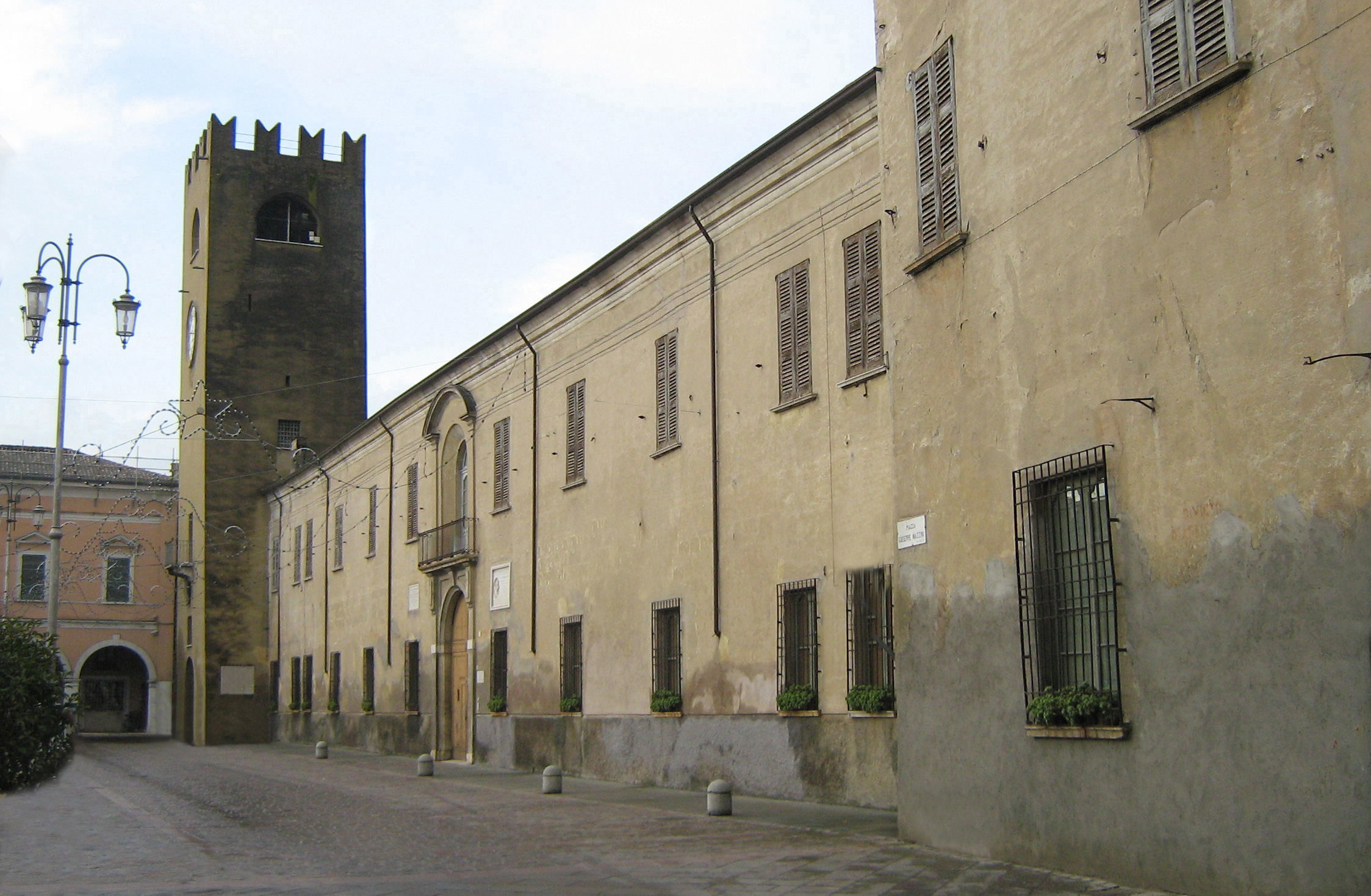
Castel Goffredo, heute Palazzo Gonzaga-Acerbi
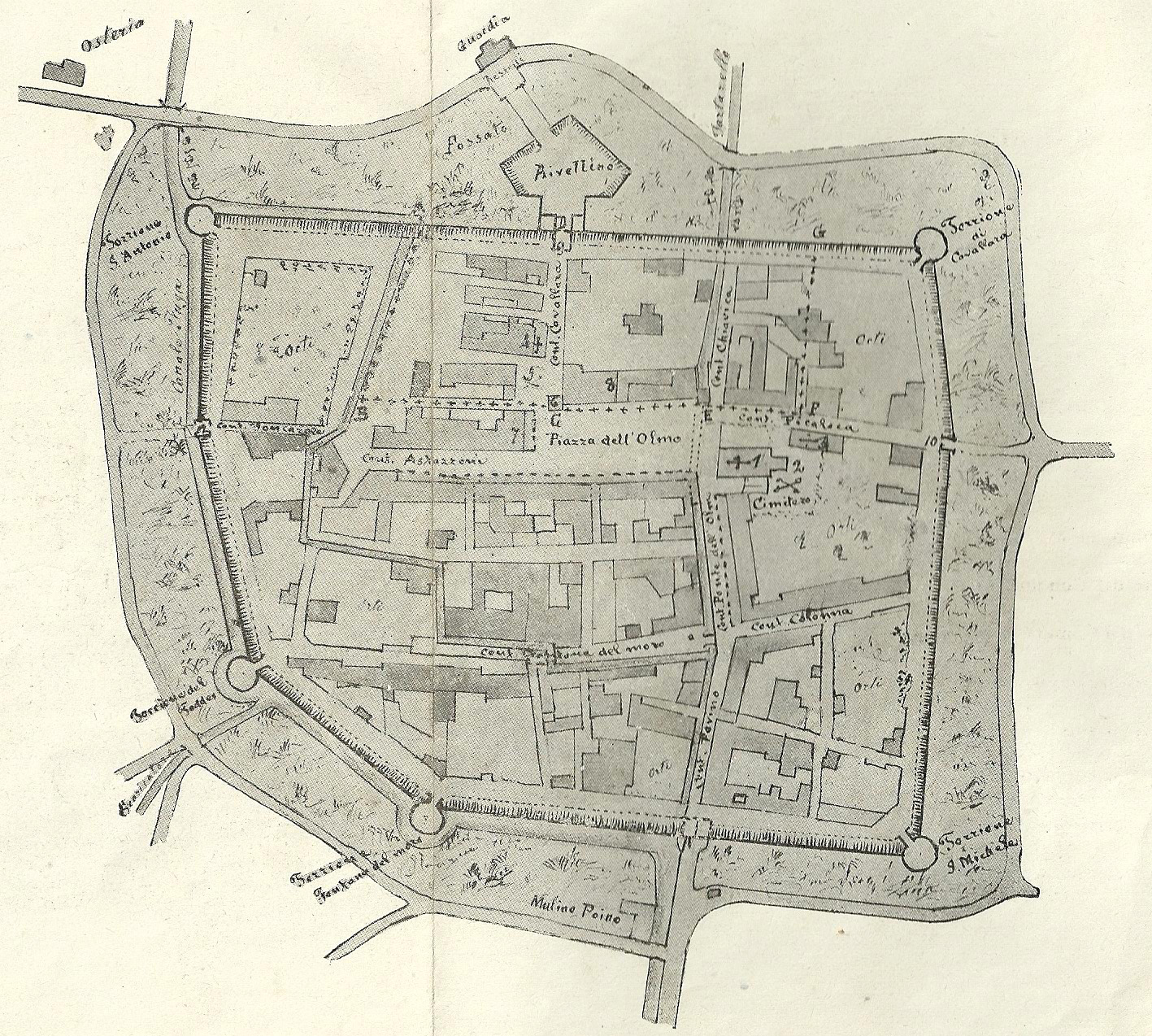
Castelgoffredo im 16. Jh.
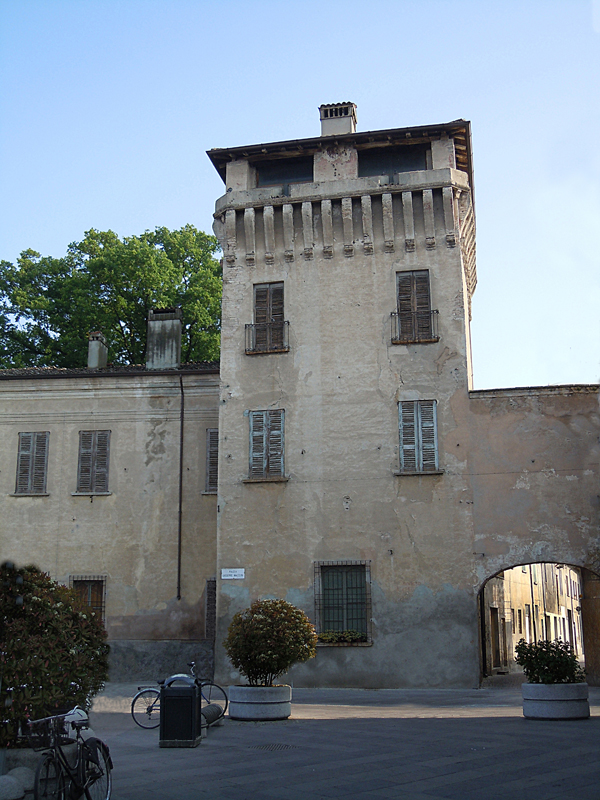
Castel Goffredo
Corte Gambaredolo bei Castel Goffredo
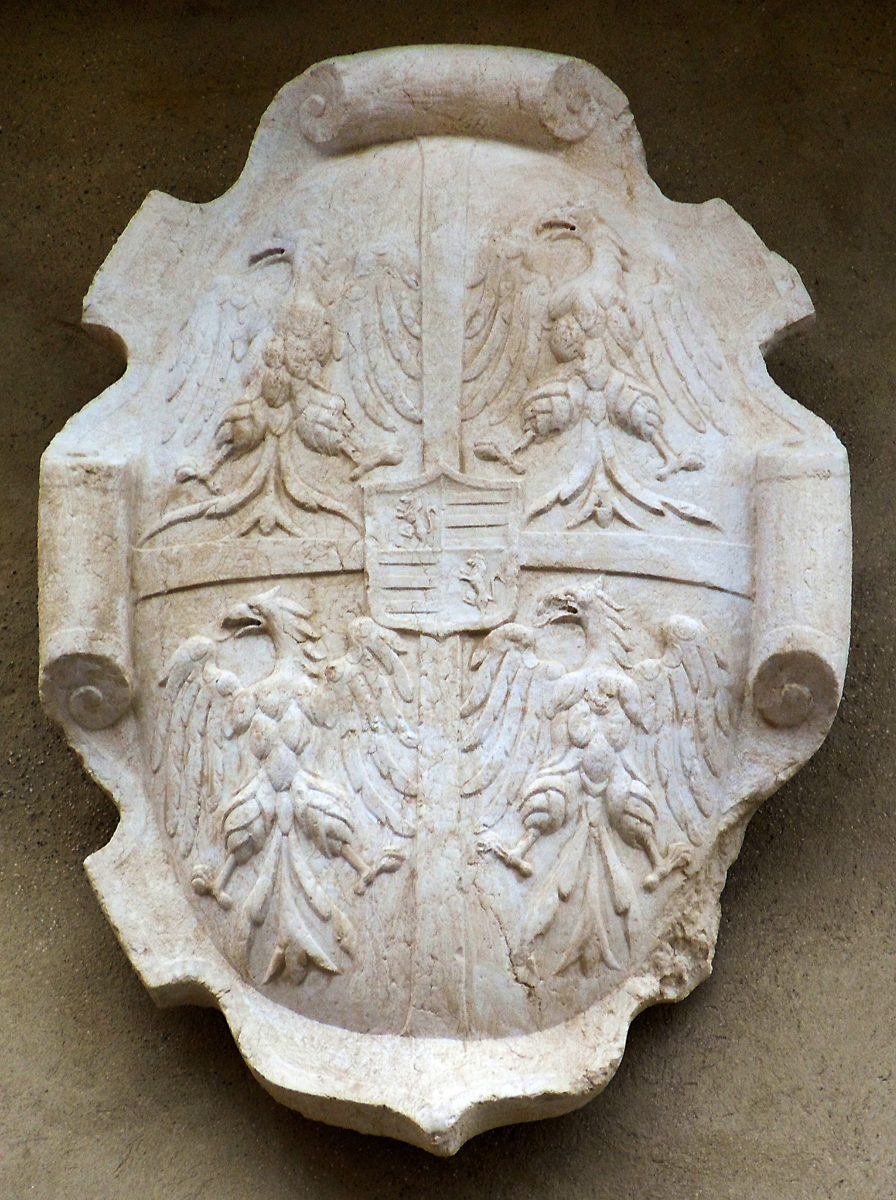
Gonzaga-Wappen in Castel Goffredo
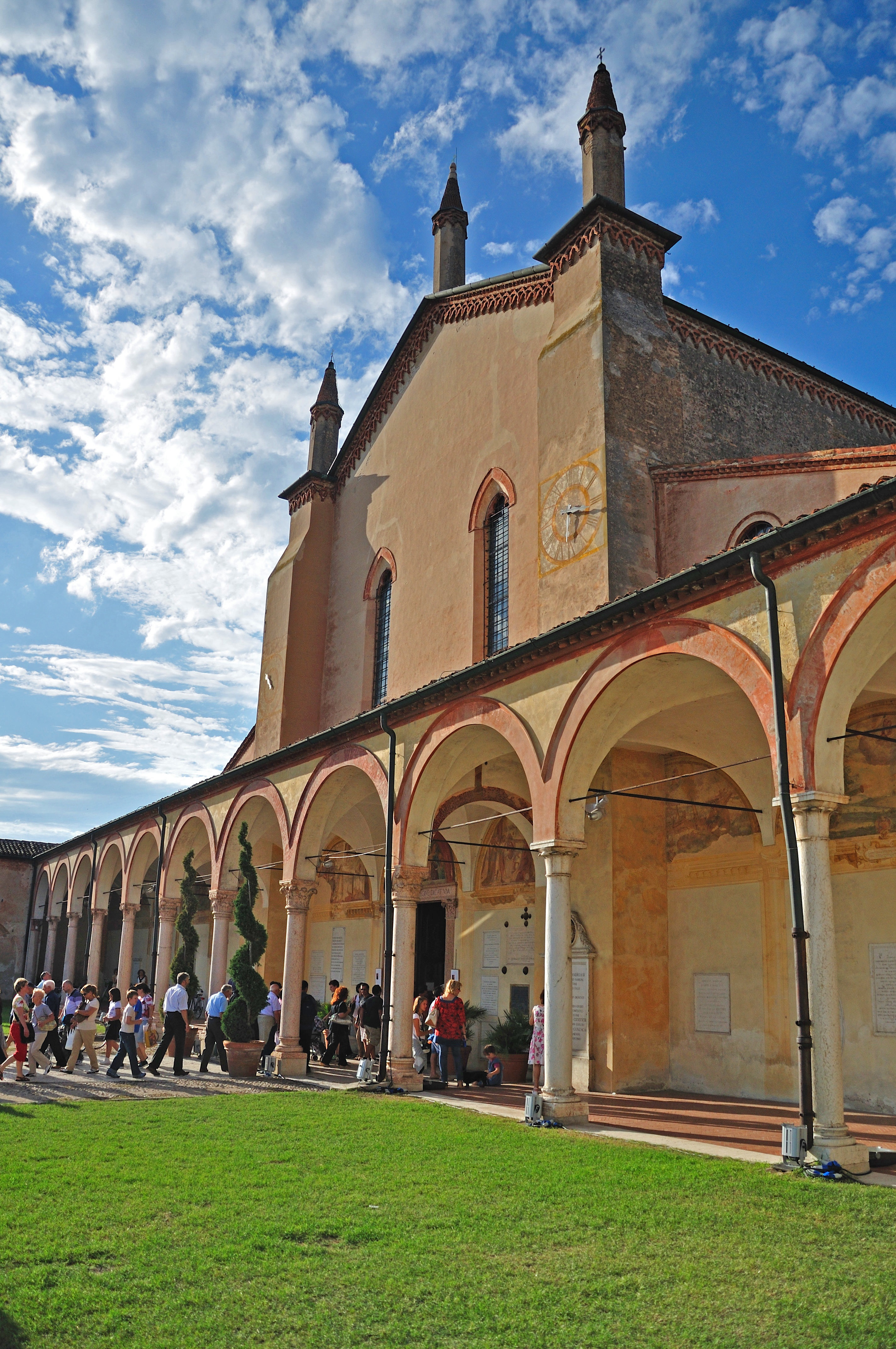
Santa Maria delle Grazie di Curtatone
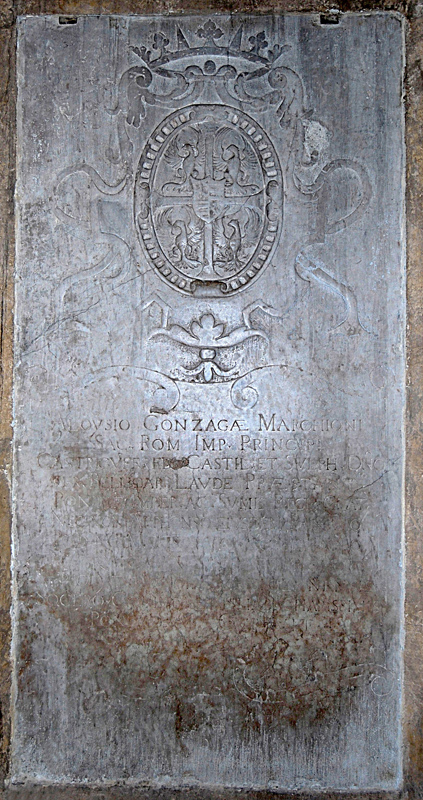
Gedenktafel in Curtatone

### Rückzug ins Privatleben und Verstrickungen in Machtkämpfe
Im Laufe der Jahre verschlechterte sich sein Gesundheitszustand stetig. Neben den immer zahlreicher werdenden Beschwerden seiner Verletzung am Bein, wurde er auch durch Gichtanfälle geplagt, die ihn in den letzten Lebensjahren dazu zwangen, einen großen Teil der Zeit bewegungslos auf einem Stuhl zu verbringen. Aus diesem Grund musste er mit der Zeit seine Tätigkeit als Soldat reduzieren, nahm aber, obwohl er oft leidend war, an den militärischen Ereignissen teil, die zwischen 1536 und 1537 in Piemont stattfanden. Der nach dem Tod des Francesco II. Sforza, ausgebrochene Krieg zwischen König Franz I. und Kaiser Karl V. um das Herzogtum Mailand hatte verschiedene Fronten. Luigi Alessandro kämpfte im Feldzug von 1537 unter Alfonso d’Avalos gegen die Franzosen in Piemont. Nach dem Ende der Kampfhandlungen kehrte er auf seine Ländereien zurück und nahm nicht mehr direkt an nachfolgenden militärischen Aktionen teil.
Luigi Alessandro hatte ein sehr kämpferisches und glorreiches Leben. Es gab jedoch auch Schattenseiten, so wurde ihm die Ermordung des Francesco Maria I. della Rovere im Jahr 1538 zur Last gelegt. Von der Republik Venedig und vom Kaiser wurde er entlastet und der Vorwurf entkräftet, die wahren Umstände konnten aber nie vollständig geklärt werden. Neun Jahre nach der Ermordung des Herzogs von Urbino gab es einen weiteren Mord, in den Luigi involviert war. Pier Luigi II. Farnese, der Herzog von Parma fiel 1547 einem Komplott des Adels in Piacenza zum Opfer.
Im Jahr 1540 war nach zwanzigjähriger kinderloser Ehe Luigi Alessandros Frau Ginevra gestorben. Noch im selben Jahr heiratete er die aus Piacenza stammende Caterina Anguissola, Tochter von Conte Gian Giacomo Anguissola, Patrizio di Piacenza und Witwe des Andrea di Borgo. Sie schenkte Luigi Alessandro drei Söhne. Caterinas Bruder, Conte Giovanni Anguissola di Varano e Riva (1514–1578), gehörte zu den Anführern der Verschwörung von Piacenza. Ferrante Gonzaga, der Gouverneur von Mailand, suchte schon lange nach einem Vorwand, um Piacenza zu besetzen und unternahm alles, um einen inneren Aufstand des Adels zu begünstigen. Luigi Alessandro Gonzaga sollte bei diesem Komplott eine Vermittlerrolle zukommen. In dem von Papst Paul III. 1548/49 angeordneten Prozess zur Ermordung des Herzogs von Parma, wurde nach Aussagen der Bediensteten und Verwandten des Herzogs festgestellt, dass Giovanni Anguissola der Anführer der Verschwörung und der Ausführende der Tötung war. Eine Bestrafung der Attentäter erfolgte nicht. Vermutlich wollte der Papst den Kaiser nicht provozieren, vielleicht gab es auch andere Gründe. Fakt ist, dass Anguissola gut versorgt wurde; von Kaiser Karl V. erhielt er ab 1553 eine jährliche Pension von 600 Scudi und im Jahr 1564 wurde er Gouverneur von Como mit einem Gehalt von 100 Scudi pro Monat. Die besondere Gunst, die Kaiser Karl V. Luigi erwies, manifestierte sich in einem persönlichen Besuch des Kaisers bei ihm in Castelgoffredo am 28. Juni 1543.

## Epilog
Luigi Alessandro Gonzaga kann als ein typischer Condottiere der italienischen Renaissance angesehen werden. War er einerseits über zwei Jahrzehnte in die oft blutigen Kriegshandlungen, die die Apennin-Halbinsel erschütterten, eingebunden, so zeigte er andererseits mit seinem persönlichen Interesse an Kunst und Briefen, dass er intellektuelle Neigungen besaß, Malerei und Literatur verehrte und die Freundschaft zu Dichtern und Literaten pflegte, mit denen er eine ausführliche Korrespondenz führte. Ein Zeugnis ist die Sorgfalt, mit der er Castel Goffredo ausbauen ließ und verschönerte. Die Erziehung zu diesen schöngeistigen Dingen wird sicher früh begonnen haben. Seine Mutter Caterina war die Schwester des Philosophen Giovanni Pico della Mirandola, die Wahrscheinlichkeit, dass auch sie eine hohe Bildung besaß, ist groß. Nach ihrem gewaltsamen Tod kam er an den Hof des Markgrafen von Mantua und dessen schöngeistiger Gemahlin Isabella d’Este. Es ist daher natürlich, dass auch er ein enger Freund von Schriftstellern und Dichtern war und es liebte, sich mit ihrer Gegenwart zu umgeben. Hervorzuheben sind hier Pietro Aretino, mit dem er eine enge Korrespondenz austauschte, und Matteo Bandello, den er im Jahr 1525 nach Castelgoffredo holte. Matteo Bandello begleitete ihn sogar bei einigen Feldzügen und war dann von 1527 bis 1541 sein regelmäßiger Gast. In zahlreichen Novellen des Bandello, finden sich Hinweise auf die Aufenthalte in Castel Goffredo jener Jahre.
Wie aus einem Brief an Federico Gonzaga hervorgeht, versuchte Luigi Alessandro sich selbst bei der Erstellung einiger Komödien. Gerühmt wurde seine Ritterlichkeit, die er im Laufe der Jahre mit direkter Erfahrung erworben hatte, nachdem er mehrfach gegen Gegner in einem Duell angetreten war. Aufgrund seiner Kenntnis wurde er mehr als einmal dazu aufgefordert, Streitigkeiten zwischen verschiedenen Herren mit seiner eigenen Autorität beizulegen.
Luigi Alessandro Gonzaga starb am 19. Juli 1549 in Castelgoffredo, wo er in einer Kapelle beigesetzt wurde, bevor er mit seinem Sohn Alfonso 1595 in Santa Maria delle Grazie in Curtatone bei Mantua, einer Begräbnisstätte verschiedener Mitglieder der Gonzaga-Familie, bestattet wurde.
Durch seine testamentarische Verfügung vom 6. Juni 1548 kam es zur Teilung des Nachlasses unter seinen drei Söhnen. Alfonso erhielt Castelgoffredo, Orazio wurde Herr von Solferino und Ferdinando bekam Castiglione. Letzterer war der einzige der drei Brüder, der legitime Söhne hinterließ, die diese Gonzaga-Linie, die bis zum Jahr 1819 bestand, fortsetzten.

## Ehen und Nachkommen
Luigi Alessandro Gonzaga vermählte sich am 24. Juli 1519 mit Ginevra Rangoni (* 1488; † 10. August 1540), Tochter von Graf Niccolò Maria Rangoni und Witwe des Grafen Giangaleazzo von Correggio. Die Ehe blieb kinderlos.
In zweiter Ehe war er seit 1540 verheiratet mit Caterina Anguissola (* um 1508; † 13. Dezember 1550 ), Tochter von Conte Gian Giacomo Anguissola und Witwe des Andrea di/da Borgo, mit der er drei Kinder hatte:
- Alfonso Gonzaga (* 1541 in Castelgoffredo; † 7. Mai 1592 (ermordet auf Gambaredolo bei Castelgoffredo)) Herr von Castelgoffredo ⚭ August 1567 Ippolita Maggi (* 1555 ?; † ? (nach 1594)), Tochter von Conte Cesare Maggi, Patrizio Milanese
- Ferdinando Gonzaga (* 28. Juli 1544 in Castelgoffredo; † 13. Februar 1586 in Mailand) Herr und seit 1571 Markgraf von Castiglione ⚭ 11. November 1566 Marta Tana (* 1550; † 26. April 1605), Tochter von Conte Baldassarre Tana, Signore di Santena – Eltern des Hl. Aloisius von Gonzaga[10]
- Orazio Gonzaga (* 1545 in Castelgoffredo; † 13. Januar 1589 in Mantua) Herr von Solferino ⚭ 1568 Paola Martinengo (* ? ; † 1574), Tochter von Pietro Martinengo delle Palle

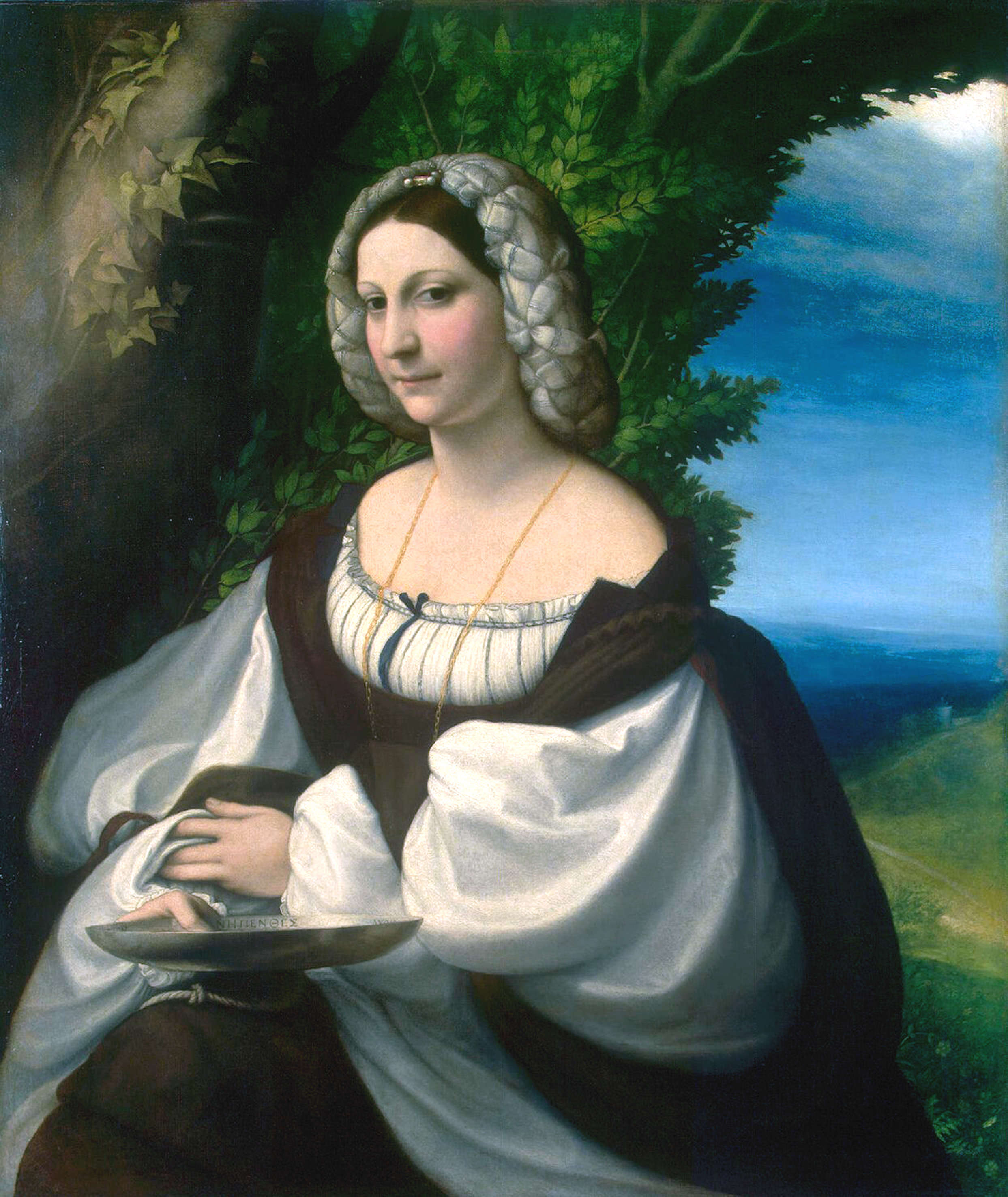
Möglicherweise Ginevra Rangoni (1488–1540)
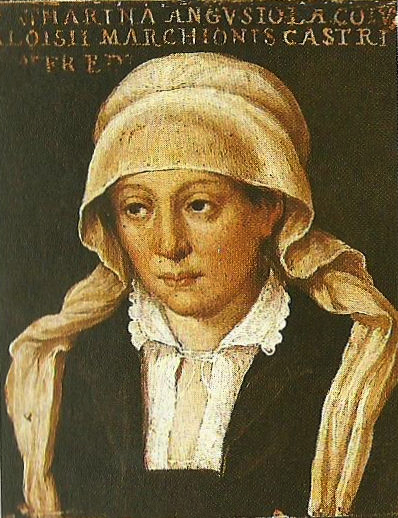
Caterina Anguissola (1508–1550)
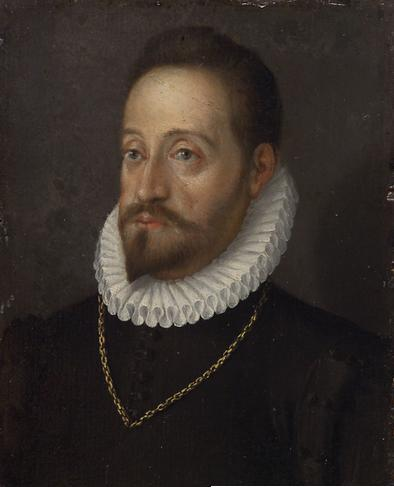
Alfonso Gonzaga di Castelgoffredo (1541–1592)
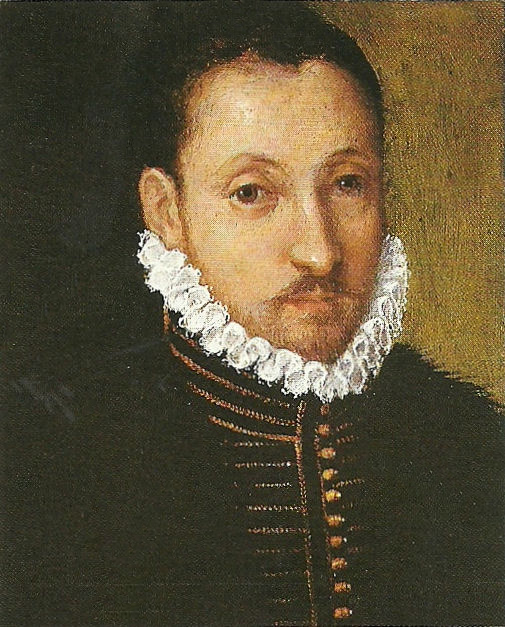
Ferdinando I. Gonzaga Marchese di Castiglione (1544–1586)
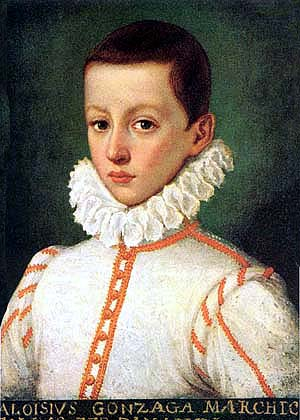
Ferdinandos Sohn Luigi, der Hl. Aloisius von Gonzaga (1568–1591)
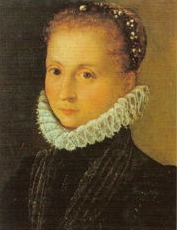
Ferdinandos Frau Marta Tana (1550–1605)
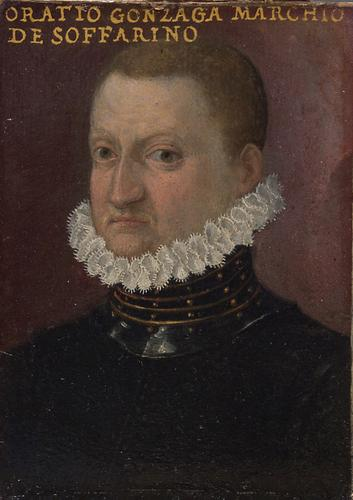
Orazio Gonzaga di Solferino (1545–1589)
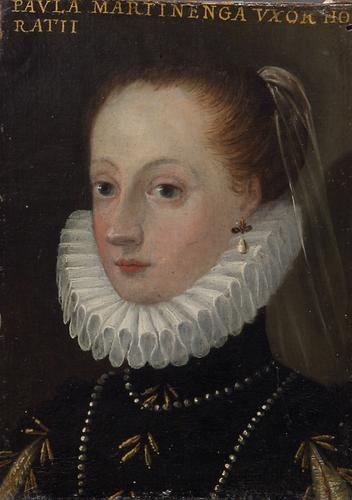
Orazios Frau Paola Martinengo (15..–1574)